# 上野民夫
上野 民夫（うえの たみお、1938年（昭和13年）1月19日 ‐ 2018年（平成30年）9月17日）は、日本の化学者。専門は天然物有機化学。京都大学名誉教授。

## 経歴
京都市左京区岡崎に生まれる。父は開業医を営んでいた。京都府立鴨沂高等学校から京都大学農学部に進み、1962年に卒業。同大の大学院博士課程（農学研究科）を1967年3月に修了して、農学博士号を取得した。
1967年5月よりダルムシュタット工科大学（当時は西ドイツ）の有機化学研究所で研究員となる。1968年に帰国し、9月より京都大学農学部附属農薬研究施設、農薬化学生物学部門の助手に就任。以後、助教授（1979年4月）を経て、1992年6月に教授（農芸化学科生物調節化学講座）に昇格した。2001年3月に京都大学を退官し、名誉教授となる。京都大学退官後は大日本除虫菊中央研究所の顧問に就任。
学外では、財団法人防虫科学研究所理事（1993年）、日本農芸化学会理事（1998年）を歴任した。
2018年9月17日、京都市内の自宅で病没した。叙従四位、瑞宝小綬章追贈。

## 研究業績
京都大学では
a)植物－病原菌相互作用に関する化学生物学的研究
b)糸状菌の生活環制御に関与する化学物質の研究
c)神経系作用性殺虫剤の作用機構
d)昆虫脱皮ホルモン活性物質の3次元構造と活性の関係
を主な研究テーマとした。
1. リンゴの斑点落葉病を引き起こす病原菌が生産する毒素の構造を世界で初めて決定。この毒素が病気を引き起こす上で決定的な役割を果たすことを明らかにした。AM-トキシンと名付けられたこの毒素は植物の病気の成立メカニズム、特に宿主選択メカニズムを解明した例として、画期的な業績である。続いて同定に成功したナシ黒斑病菌が生産するAK-トキシンとともに植物と微生物の間の相互作用を有機化学の観点から解明した先駆的な業績として高く評価されている[3]。
2. ガスクロマトグラフィーなどの機器を使った分析方法の研究にも取り組み、特に微量の化合物の構造分析に大きな力を発揮する質量分析に関してはわが国の先駆者としてその発展に関わった。

## 著書

### 共編著
- 磯部稔・上野民夫・海老塚豊・楠本正一（共編）『天然物化学の新しい展開』（『化学』増刊）化学同人、1988年
- 土谷正彦・大橋守・上野民夫（共編）『質量分析法の新展開』（『現代化学』増刊(15)）、東京化学同人、1988年
- 市原耿民・上野民夫（共編）『植物病害の化学』学会出版センター、1997年
- 矢島治明（監修）岩村俶・上野民夫・鴨下克三（編集）『続・医薬品の開発　第18巻農薬の開発』（4分冊）廣川書店、2000年

### 翻訳
F.W.McLaffery『マススペクトルの解釈と演習』化学同人、1978年